# Ghiacciaio Atka
Il ghiacciaio Atka è un ghiacciaio lungo circa 10 km situato nella regione centro-occidentale della Dipendenza di Ross, in Antartide. Il ghiacciaio, il cui punto più alto si trova 1400 m s.l.m., si trova in particolare nella regione orientale della dorsale Convoy, dove fluisce in direzione nord a partire dal versante settentrionale del monte Flagship e scorrendo fino a unire il proprio flusso a quello ghiacciaio Fry, poco a ovest del ghiacciaio Baxter.

## Storia
Il ghiacciaio Atka è stato scoperto dai membri della spedizione Terra Nova, condotta dal 1910 al 1913 e comandata dal capitano Robert Falcon Scott, ma è stato così battezzato solo nel 1957 dal gruppo di ricognizione settentrionale neozelandese della spedizione transantartica del Commonwealth (nota anche come Spedizione Fuchs-Hillary), condotta nel 1955-58, in onore della USS Atka, una nave rompighiaccio del convoglio navale che era stanziato alla stazione McMurdo nel 1956-57.